# خونغور (دارخان‌اول)
شهرستان خونغور (به زبان مغولی: Хонгор сум، [Xongor sum]؛ ᠬᠣᠩᠭ᠋ᠤᠷ ᠰᠤᠮᠤ، [qoŋɣor sumu]) یک شهرستان (سُوم) در مغولستان است که در استان دارخان‌اول واقع شده‌است. خونغور ۲٬۵۳۳ کیلومتر مربع مساحت دارد.

## تقسیمات اداری
شهرستان خونغور متشکل از ۳ قصبه (باغ) می‌باشد، شامل:
- بورال (مغولی: Буурал баг، [Buural bag]؛ ᠪᠤᠭᠤᠷᠤᠯ ᠪᠠᠭ، [buɣurul baɣ])
- جولجاغه (مغولی: Зулзага баг، [Zulzaga bag]؛ ᠵᠤᠯᠵᠠᠭ᠎ᠠ ᠪᠠᠭ، [ǰulǰag-a baɣ])
- سالخیت (مغولی: Салхит баг، [Salxit bag]؛ ᠰᠠᠯᠬᠢᠲᠦ ᠪᠠᠭ، [salqitu baɣ])